# Komitet Olimpijski Zjednoczonych Emiratów Arabskich
Komitet Olimpijski Zjednoczonych Emiratów Arabskich (ar. اللجنة الأولمبية الوطنية بدولة الإمارات العربية المتحدة) – emirackie stowarzyszenie związków i organizacji sportowych. Zajmuje się przede wszystkim organizacją udziału reprezentacji w igrzyskach olimpijskich oraz upowszechnianiem idei olimpijskiej, promocją sportu i reprezentowaniem emirackiego sportu w organizacjach międzynarodowych, w tym w Międzynarodowym Komitecie Olimpijskim.

## O komitecie
Komitet Olimpijski Zjednoczonych Emiratów Arabskich powstał w 1979 roku, a do Międzynarodowego Komitetu Olimpijskiego przyjęto go w 1980 roku.
Emiraccy sportowcy wystąpili po raz pierwszy na igrzyskach w Los Angeles w 1984 roku i od tej pory startują na letnich igrzyskach nieprzerwanie. Do Los Angeles wysłano siedmiu lekkoatletów. Pierwszy medal, który był jednocześnie pierwszym złotem, zdobył w 2004 roku strzelec Ahmad Al Maktoum, z kolei pierwsze sportsmenki wysłano na igrzyska w Pekinie (podobnie jak pierwszy emiracki mistrz olimpijski, były one przedstawicielkami rodu Al Maktumów, rządzącego w Dubaju).
W 2017 roku przewodniczącym komitetu był szejk Ahmed bin Mohammed bin Rashid Al Maktoum, zaś sekretarzem Mohammad Ali Al Kamali.